# Tavoletta di Venere di Ammi-saduqa

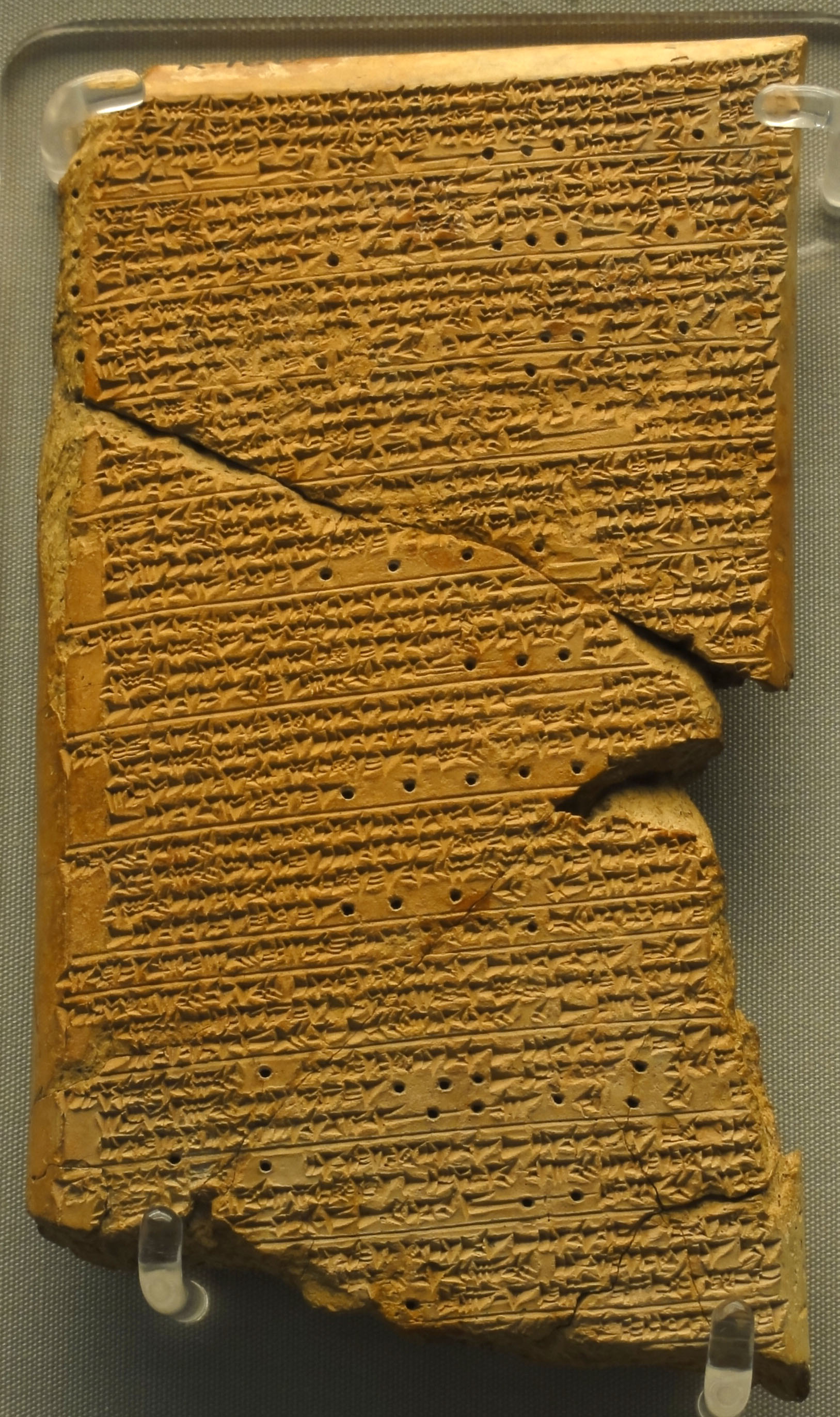
La tavoletta di Venere di Ammi-saduqa

La tavoletta di Venere di Ammi-saduqa (Enuma Anu Enlil Tavoletta 63) è una tavoletta neoassira scritta in caratteri cuneiformi e rinvenuta a Ninive, sulla collina di Kuyunjik, che riporta la registrazione di alcune osservazioni astronomiche delle congiunzioni di Venere col Sole. Numerose altre tavolette cuneiformi risalenti al I millennio a.C. riportano queste stesse osservazioni.
Si ritiene che questa registrazione astronomica si riferisca ai primi 21 anni del regno di Ammi-saduqa (o Ammi-Zaduga), il quarto sovrano dopo Hammurabi. L'origine di questo testo dovrebbe pertanto risalire alla metà del XVII secolo a.C. circa.
La tavoletta registra le date lunari di inizio e di fine del periodo di invisibilità che ha luogo durante una congiunzione del pianeta col Sole. Queste osservazioni coprono un periodo di 21 anni.

## Descrizione e ubicazione
La tavoletta di argilla misura 17,1 cm per 9,2 cm ed è spessa 2,2 cm. Essa è conservata presso il British Museum, stanza 55, ove è registrata con la segnatura K.160.

## Le fonti
Questa tavoletta di Venere fa parte dell'Enuma Anu Enlil ("Nei giorni di Anu e Enlil"), un lungo testo che tratta dell'astrologia babilonese, la quale consiste principalmente di presagi dedotti dall'interpretazione dei fenomeni celesti.
Essa è la più antica copia pubblicata di questo testo, risale al VII secolo a.C. e fa parte delle collezioni del British Museum. Fu scoperta nel corso degli scavi della biblioteca di Assurbanipal a Ninive. Fu pubblicata per la prima volta nel 1870 da Henry Creswicke Rawlinson e George Smith con il nome Enuma Anu Enlil Tavoletta 63, nell'opera Tablet of Movements of the Planet Venus and their Influences (The Cuneiform Inscriptions of Western Asia, volume III).
Attualmente si conoscono almeno 20 copie di questo testo, delle quali molte sono frammentarie. Esse sono raggruppate in sei gruppi. Si ritiene che le copie più antiche siano la Fonte "B", ritrovate a Kish nel 1924. Queste furono copiate da una tavoletta scritta a Babilonia quando era re di Assiria Sargon II, tra il 720 e il 704 a.C. (impero neo-assiro).

## Interpretazione
L'importanza della tavoletta per definire la cronologia babilonese fu dapprima riconosciuta da Franz Xaver Kugler nel 1912, quando poté identificare l'enigmatico "Anno del Trono d'Oro" ("Venere" tavoletta K.160) con l'VIII anno di regno di Ammi-saduqa. Da allora, questa copia del VII secolo a.C. fu variamente interpretata per supportare diverse cronologie del II millennio a.C.
Sulla base dei dati riportati, furono proposte quattro cronologie, per ciascuna delle quali si assegnarono le seguenti date di inizio delle osservazioni di Venere:
- Cronologia alta: 1702 a.C.
- Cronologia media: 1646 a.C.
- Cronologia bassa (o breve): 1582 a.C.
- Cronologia ultra-bassa: 1550 a.C.

Da David Warburton è stata proposta una versione riveduta della cronologia media, che l'abbassa di 16 anni in base ad un'eclissi del periodo di Shamshi-Adad I e su datazioni effettuate sul palazzo di Acemhöyük con la dendrocronologia. La cronologia ultra-bassa è invece il frutto di una critica all'affidabilità della tavoletta di Ammi-saduqa ed è stata proposta da Hermann Gasche.
Il regno del sovrano più importante della I dinastia babilonese, Hammurabi, viene così datato dalle diverse cronologie:
- 1848-1806 a.C. (cronologia alta)
- 1792-1750 a.C. (cronologia media)
- 1728-1686 a.C. (cronologia bassa)

Rimangono tuttavia molte incertezze riguardo all'interpretazione delle registrazioni delle osservazioni astronomiche di Venere come conservate nelle tavolette superstiti. Sono probabili corruzioni del testo originale dovute a errori di copiatura. Problemi di rifrazione atmosferica furono evidenziati in una pubblicazione del 2003 di Vahe Gurzadyan.

## Testo delle osservazioni
Anno 1 inferiore Venere tramonta il [giorno] Shabatu 15 e dopo 3 giorni sorge il [giorno] Shabatu 18
Anno 2 superiore Venere scompare a est il [giorno] Arahsamnu 21 e dopo 1 mese e 25 giorni appare a ovest il [giorno] Tebetu 16
Anno 3 inferiore Venere tramonta il [giorno] Ululu 29 e dopo 16 giorni sorge il [giorno] Tashritu 15
Anno 4 superiore Venere scompare a est il [giorno] Dumuzi 3 e dopo 2 mesi e 6 giorni appare a ovest il [giorno] Ululu 9
Anno 5 inferiore Venere tramonta il [giorno] Nisan 29 e dopo 12 giorni sorge il [giorno] Ayar 11
Anno 5 superiore Venere scompare a est il [giorno] Kislimu 27 e dopo 2 mesi e 3 giorni appare a ovest il [giorno] Shabatu 30
Anno 6 inferiore Venere tramonta il [giorno] Arahsamnu 28 e dopo 3 giorni sorge il [giorno] Kislimu 1
Anno 7 superiore Venere scompare a est il [giorno] Abu 30 e dopo 2 mesi appare a ovest il [giorno] Tashritu 30
Anno 8 inferiore Venere tramonta il [giorno] Dumuzi 9 e dopo 17 giorni sorge il [giorno] Dumuzi 26
Anno 8 superiore Venere scompare a est il [giorno] Adar 27 e dopo 2 mesi e 16 giorni appare a ovest il [giorno] Simanu 13
Anno 9 inferiore Venere tramonta il [giorno] Adar 12 e dopo 2 giorni sorge il [giorno] Adar 14
Anno 10 superiore Venere scompare a est il [giorno] Arahsamnu 17 e dopo 1 mesi e 25 giorni appare a ovest il [giorno] Tebetu 12
Anno 11 inferiore Venere tramonta il [giorno] Ululu 25 e dopo 16 giorni sorge il [giorno] II Ululu 11
Anno 12 superiore Venere scompare a est il [giorno] Ayar 29 e dopo 2 mesi e 6 giorni appare a ovest il [giorno] Abu 5
Anno 13 inferiore Venere tramonta il [giorno] Nisan 25 e dopo 12 giorni sorge il [giorno] Ayar 7
Anno 13 superiore Venere scompare a est il [giorno] Tebetu 23 e dopo 2 mesi e 3 giorni appare a ovest il [giorno] Adar 26
Anno 14 inferiore Venere tramonta il [giorno] Arahsamnu 24 e dopo 3 giorni sorge il [giorno] Arahsamnu 27
Anno 15 superiore Venere scompare a est il [giorno] Abu 26 e dopo 2 mesi appare a ovest il [giorno] Tashritu 26
Anno 16 inferiore Venere tramonta il [giorno] Dumuzi 5 e dopo 16 giorni sorge il [giorno] Dumuzi 21
Anno 16 superiore Venere scompare a est il [giorno] Adar 24 e dopo 2 mesi e 15 giorni appare a ovest il [giorno] Simanu 9
Anno 17 inferiore Venere tramonta il [giorno] Adar 8 e dopo 3 giorni sorge il [giorno] Adar 11
Anno 18 superiore Venere scompare a est il [giorno] Arahsamnu 13 e dopo 1 mesi e 25 giorni appare a ovest il [giorno] Tebetu 8
Anno 19 inferiore Venere tramonta il [giorno] II Ululu 20 e dopo 17 giorni sorge il [giorno] Tashritu 8
Anno 20 superiore Venere scompare a est il [giorno] Simanu 25 e dopo 2 mesi e 6 giorni appare a ovest il [giorno] Ululu 1
Anno 21 inferiore Venere tramonta il [giorno] Nisan 22 e dopo 11 giorni sorge il [giorno] Ayar 3
Anno 21 superiore Venere scompare a est il [giorno] Tebetu 19 e dopo 2 mesi e 3 giorni appare a ovest il [giorno] Adar 22